# Краман (Марна)
Краман (фр. Cramant) насеље је и општина у североисточној Француској у региону Шампањ-Арден, у департману Марна која припада префектури Еперне.
По подацима из 2011. године у општини је живело 898 становника, а густина насељености је износила 167,23 становника/km². Општина се простире на површини од 5,37 km². Налази се на средњој надморској висини од 146 метара.

## Демографија
| 1962. | 1968. | 1975. | 1982. | 1990. | 1999. | 2011. |
| ----- | ----- | ----- | ----- | ----- | ----- | ----- |
| 949   | 981   | 973   | 977   | 955   | 922   | 898   |

График промене броја становника у току последњих година